# Nationaal park Nam Et-Phou Louey
Het Nationaal park Nam Et-Phou Louey is een nationaal park in het noorden van Laos. Het park beslaat 4.107,1 km² in drie provincies: Hua Phan, Luang Prabang en Xieng Khuang. Het werd in 2019 aangewezen als nationaal park en was eerder aangewezen als nationaal beschermd gebied. Het beschermde gebied omvatte een kerngebied van 3.000 km² waar menselijke toegang en het oogsten van wilde dieren verboden is en een buffergebied van 2.950 km² waar reeds bestaande dorpen land krijgen toegewezen voor levensonderhoud.
Het park bestaat voornamelijk uit bergen en heuvels, met hoogtes variërend van 400 tot 2257 meter. Het gebied is de bron van vele rivieren, waaronder zijrivieren van de Mekong en de Mã. Het is vernoemd naar de rivier de Nam Et en de berg Phou Louey.
Het park heeft een tropisch moessonklimaat en de gemiddelde jaarlijkse regenval varieert van 1400 tot 1800 mm. Er is een regenseizoen van mei tot oktober en een droog seizoen gedurende de rest van het jaar.
Tot de dorpelingen die in het Nam Et-Phou Louey National Park wonen behoren Tai Dam, Tai Daeng, Tai Kao, Tai Puan, Tai Lue, Tai Yuan, Khmu, Hmong Kao, Hmong Lai en Yao.
In Viengthong, een klein stadje in de provincie Hua Phan, bevindt zich het hoofdkwartier van het park en het bezoekerscentrum, waar rondleidingen in het park kunnen worden georganiseerd. Het stadje heeft eenvoudige accommodatie en een handvol restaurants. Er zijn veel fiets- en wandelpaden en warmwaterbronnen. De enige toegang voor bezoekers om het park te zien is via een tour die wordt georganiseerd door de ecotoerisme-eenheid in het gebied.

## Flora en fauna
De overheersende plantengemeenschappen in het park zijn droog altijdgroen bos en half-altijdgroen bos, met uitgestrekte gebieden met struikgewas en secundair bos als gevolg van menselijke verstoring. Het park beslaat delen van drie ecoregio's: de montane regenwouden van Luang Prabang, de subtropische bossen van Noord-Indochina en de vochtige loofbossen van noordelijk Thailand-Laos.
Het gebied heeft een grote biodiversiteit en bedreigde soorten, waaronder Achterindische panter (Panthera pardus delacouri), Aziatische goudkat (Catopuma temminckii), Aziatische olifant (Elephas maximus), Aziatische wilde hond (Cuon alpinus), Aziatische zwarte beer (Ursus thibetanus), Callosciurus inornatus, gaur (Bos gaurus), Indo-Chinese tijger (Panthera tigris corbetti), Maleise beer (Helarctos malayanus), marmerkat (Pardofelis marmorata), nevelpanter (Neofelis nebulosa), sambar (Rusa unicolor) en witwanggibbon (Nomascus leucogenys). Sinds 2013 zijn er geen gegevens of bewijzen meer van tijgers in het park, wat betekent dat ze in heel Laos zijn uitgestorven. Luipaarden zijn zelfs al eerder uit het park verdwenen.

### Important Bird Area
Het park is in twee delen aangewezen als Important Bird Area door BirdLife International vanwege het belang voor significante populaties van vogelsoorten. Voor het Nam Et deel gaat het om 44 soorten, waaronder bijvoorbeeld bruinborstbospatrijs (Arborophila brunneopectus), grijskopspreeuw (Sturnia malabarica), grijsoogbuulbuul (Iole propinqua), grijze lijstergaai (Garrulax maesi), streepborstspecht (Dendrocopos atratus) en zilverfazant (Lophura nycthemera). Voor Phou Loeuy gaat het om 62 soorten, waaronder bijvoorbeeld bamboepatrijs (Bambusicola fytchii), bonte dwergvalk (Microhierax melanoleucos), geelwangmees (Machlolophus spilonotus), himalayajaarvogel (Aceros nipalensis), Hodgsons kikkerbek (Batrachostomus hodgsoni) en roetkopbuulbuul (Pycnonotus aurigaster).